# Växjö konståkningsklubb
Konståkningsklubb bildad i Växjö 2 oktober 1970. Förutom elitinriktad konståkning driver klubben även skridskoskola samt grupper för "sittande konståkning" i skridskokälkar specialbyggda för rörelsehindrade barn och ungdomar. VKK har omkring 180 aktiva medlemmar. Klubbens hemmais är Växjö Ishall.

Klubbens främsta åkare nationellt är Anette Skogström som 1988 och 1989 var landslagsåkare och placerade sig bland de 5 bästa vid SM 1987 och 1988 samt Caroline Martinsson som 2004 placerade sig på 21:a plats i SM.

1993, 2012 & 2013 var klubben värd för SM i konståkning.